# Народно движение
Народно движение (на арабски: الحركة الشعبية‎‎) е центристка консервативнолиберална политическа партия в Мароко.
Създадена е през 1958 година като промонархическа партия и дълго време е водеща политическа сила в страната. През 1967 година от нея се отделя днешната Партия на справедливостта и развитието и през следващите години партията постепенно губи влияние.
На изборите през 2016 година получава 6% от гласовете и 27 от 395 места в парламента.